# Xanthostachya
Xanthostachya là chi thực vật có hoa trong họ Acanthaceae.